# Weapons (película)
Weapons o La hora de la desaparición (en Hispanoamérica) es una película de misterio estadounidense de 2025 escrita, producida y dirigida por Zach Cregger. Está protagonizada por Josh Brolin, Julia Garner, Alden Ehrenreich, Austin Abrams, Cary Christopher, Benedict Wong y Amy Madigan. La película sigue a una pequeña comunidad después de que 17 niños desaparezcan misteriosamente de la noche a la mañana.
Weapons se estrenó en Estados Unidos por Warner Bros. Pictures el 8 de agosto de 2025. La película recibió críticas positivas de los críticos y ha recaudado 154 millones de dólares en todo el mundo.

## Premisa
Cuando todos los niños de la misma clase, menos uno, desaparecen misteriosamente la misma noche y exactamente a la misma hora, una comunidad se pregunta quién o qué está detrás de su desaparición.

## Argumento
A las 2:17 a. m. en Maybrook, diecisiete niños de la misma clase abandonan sus casas simultáneamente y desaparecen. Su maestra, Justine Gandy, llega por la mañana y solo encuentra a un estudiante, Alex Lilly, presente. Se inicia una investigación policial. Alex y Justine son interrogados, pero no se encuentran pistas en la investigación.
El director de la escuela, Andrew Marcus, le da a Justine una licencia por presión de la comunidad, que cree que influyó en la desaparición de los niños. Deprimida, ella recurre al alcoholismo mientras reanuda su relación con su exnovio y policía, Paul Morgan. Justine comienza a tener pesadillas sobre los niños desaparecidos y una mujer desconocida. Preocupada por el bienestar de Alex, Justine lo sigue a casa y ve a sus padres sentados, aturdidos. Justine insiste en que Andrew le haga una revisión médica. Mientras Justine duerme en su carro, una mujer sale de la casa y le corta un mechón de pelo.
Mientras tanto, Archer Graff, padre de uno de los niños desaparecidos, lucha por sobrellevar la desaparición de su hijo y tiene pesadillas similares a las de Justine. Frustrado por la ineficacia de la investigación policial, Archer decide investigar por su cuenta. El descubre que los niños desaparecidos corrían en la misma dirección, pero no encuentra una ubicación específica.
Antes, Paul tuvo un encontronazo con James, un drogadicto local. Paul agredió a James tras ser pinchado con una aguja durante un registro y le ordenó que se fuera del pueblo. Estresado por las posibles represalias que James podría acarrear al presentar una denuncia, Paul se descontroló. El rompe su sobriedad y tiene una aventura de una noche con Justine. Tras la agresión, James irrumpe en la casa de Alex, creyendo que estaba abandonada. Dentro, él vio a los padres de Alex en un estado de trance y encontró a los niños desaparecidos en el sótano. El acudió a la policía con la información, pidiendo una recompensa en efectivo. Paul vio a James acercándose a la comisaría y lo persiguió. James huyó al bosque, donde vio a la mujer de las pesadillas de Justine y Archer. Paul atrapó a James y condujo hasta la casa de Alex, dejándolo en el coche mientras entraba. Horas después, James fue arrastrado a la casa por un Paul poseído.
Andrew recibe la visita de la tía abuela de Alex, Gladys, quien afirma que ahora está cuidando a la familia. Andrew insiste en que debe reunirse con los padres de Alex. Más tarde, Gladys visita a Andrew y a su esposo, Terry, en su casa. Mediante un ritual, Gladys posee a Andrew y le ordena que mate a Terry antes de enviarlo tras Justine. Andrew ataca a Justine en la gasolinera, donde es confrontada por Archer. Ella huye en su carro y Andrew es atropellado mortalmente por otro carro mientras la persigue. Justine y Archer se reconcilian y se dan cuenta de que los niños se dirigían a la casa de Alex.
Los flashbacks revelan que Alex y sus padres reciben a Gladys, gravemente enferma, en su casa. Alex nota un extraño árbol en maceta en la habitación de Gladys. Un día, al regresar de la escuela, Alex se encuentra con una Gladys rejuvenecida y sus padres, quienes ahora están en trance. Gladys amenaza con matar a sus padres si Alex alguna vez le cuenta a alguien sobre ella. Alex presencia a Gladys realizando brujería con el árbol y se le encarga alimentar a sus padres. Ella le pide ayuda a Alex para reunir un objeto personal de cada uno de sus compañeros de clase, para poder poseerlos también. Alex acepta, con la esperanza de irse de Maybrook una vez que su salud mejore. La noche siguiente, ella llama a los niños a la casa de Alex. Alex más tarde regresa de la escuela a casa para encontrarse con Paul y James poseídos.
Tanto Justine como Archer visitan la casa de Alex, donde Paul y James los atacan. Mientras tanto, Alex es perseguido por sus padres después de desobedecer a Gladys. Justine dispara a Paul y James matándolos con el arma de Paul. Después de escapar a la habitación de Gladys, Alex copia el ritual que vio realizar a Gladys, usando un mechón de su cabello. El control de Gladys sobre los niños se rompe cuando ella se convierte en su objetivo. Después de una persecución por varias casas, los niños escapados la alcanzan y la matan destrozándola. Con la muerte de Gladys, el hechizo se rompe y Archer se apresura a reunirse con su hijo. Las víctimas quedaron catatónicas por su posesión y Alex se muda con otra tía después de que sus padres fueran institucionalizados. Los niños regresan con sus familias, y algunos de ellos finalmente comienzan a hablar de nuevo.

## Reparto
- Josh Brolin como Archer Graff, padre de Matthew, uno de los niños desaparecidos.[4]
- Julia Garner como Justine Gandy, una profesora que descubre que casi toda su clase ha desaparecido.[4]
- Cary Christopher como Alex Lilly, el único niño de la clase de Justine que no desapareció.
- Alden Ehrenreich como Paul Morgan, un oficial de policía que tiene una relación complicada con Justine.[4]
- Austin Abrams como James, drogadicto y criminal local.
- Benedict Wong como Andrew Miller, el director de la escuela.
- Amy Madigan como Gladys Lilly, tía abuela de Alex.
- June Diane Raphael como Donna Morgan, esposa de Paul.
- Toby Huss como Ed Locke, el capitán de policía y padre de Donna.
- Whitmer Thomas como el Sr. Lilly, padre de Alex
- Callie Schuttera como la Sra. Lilly, madre de Alex
- Clayton Farris como Terry Miller, esposo de Andrew
- Carrie Gibson como Marge
- Arya Posey como Lisa Flores, una de los estudiantes desaparecidos de Justine.
- Luke Speakman como Matthew Graff, hijo de Archer y uno de los estudiantes desaparecidos de Justine, que intimida a Alex.

## Producción

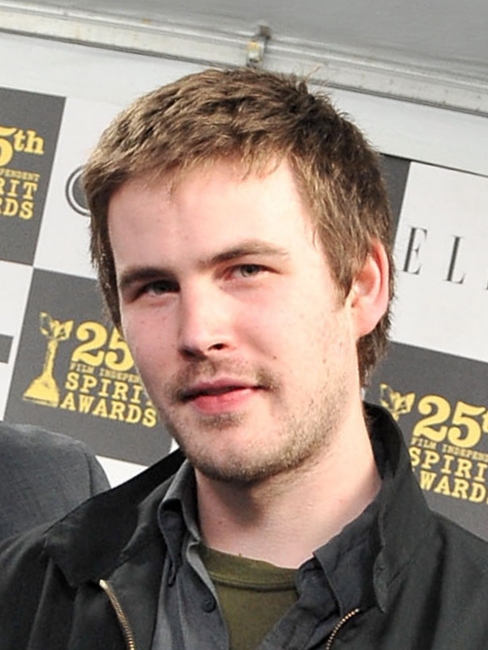
Zach Cregger (en la foto) subastó los derechos del guion de la película por 38 millones de dólares.

Después del éxito financiero y crítico de su película de 2022, Barbarian, Zach Cregger comenzó a trabajar en una nueva versión del cuento de los Hermanos Grimm adaptado a la modernidad, titulada Weapons. Se ha descrito como una "epopeya de terror" con una "historia más personal" para el cineasta, también inspirada en parte por Magnolia de Paul Thomas Anderson. El guion entró al mercado el 22 de enero de 2023 y provocó una guerra de ofertas entre Netflix, New Line Cinema, TriStar Pictures y Universal Pictures. New Line consiguió los derechos en 24 horas tras ofrecer 38 dólares millones para cubrir todos los costos, incluyendo producción y salarios, con Cregger recibiendo $10 millones como escritor, director y productor y privilegio de corte final (a la espera de las reacciones de la proyección de prueba de la película) además de un estreno cinematográfico garantizado. Jordan Peele, cuya compañía Monkeypaw Productions participó en la guerra de ofertas junto con Universal, se separó de sus antiguos representantes Joel Zadak y Peter Principato, el último de los cuales también era representante de Cregger, después de perder la subasta.
En mayo de 2023, Pedro Pascal y Renate Reinsve fueron elegidos para participar en la película. En febrero de 2024, Pascal abandonó el proyecto debido a sus compromisos con la película Los Cuatro Fantásticos: Primeros Pasos (2025), y Josh Brolin entró en conversaciones para reemplazarlo. En abril, Julia Garner y Alden Ehrenreich se unieron al elenco, y se confirmó que Brolin también se uniría. En mayo, se anunció que Benedict Wong, Amy Madigan, Austin Abrams, Cary Christopher y June Diane Raphael se habían unido al elenco. La fotografía principal estaba programada para comenzar en Atlanta en mayo de 2024.

## Música
La banda sonora de Weapons fue lanzada por WaterTower Music el 1 de agosto de 2025. La banda sonora contiene 36 pistas compuestas por Ryan Holladay, Hays Holladay y el director Zach Cregger. 

## Estreno
Weapons fue estrenada en Estados Unidos el 8 de agosto de 2025. Su lanzamiento estaba previsto originalmente para el 16 de enero de 2026.En Latinoamérica se estrenó el 7 de agosto de 2025.

## Recepción

### Taquillas
Hasta el 19 de agosto de 2025, Weapons ha recaudado 91,2 millones de dólares en Estados Unidos y Canadá, y 63,7 millones de dólares en otros territorios, para un total mundial de 154,9 millones de dólares.
En Estados Unidos y Canadá, Weapons se estrenó junto con Freakier Friday y Sketch, y se proyectó inicialmente que recaudaría entre 25 y 40 millones de dólares en 3200 salas en su primer fin de semana.  Recaudó 5,7 millones de dólares en los preestrenos del jueves.  Después de recaudar 18,2 millones en la taquilla del viernes, incluyendo los preestrenos del jueves, ahora se proyectaba que la película recaudara entre 40 y 43 millones de dólares en su primer fin de semana. Debutó con 42,5 millones de dólares, encabezando la taquilla y estableciendo un nuevo récord para Warner Bros. como el primer estudio en la historia en tener seis películas consecutivas que se estrenaran en el puesto número 1 con más de 40 millones de dólares. 

### Respuesta crítica
En el sitio web recopilador de reseñas Rotten Tomatoes, el 95 % de las 234 reseñas de los críticos son positivas. El consenso del sitio web dice: «Zach Cregger teje una historia magistral de misterio aterrador e intriga emocionante en Weapons, un segundo triunfo que consolida su estatus como maestro del terror». Metacritic, que utiliza un promedio ponderado, le asignó a la película una puntuación de 81 sobre 100, basándose en 46 críticos, lo que indica «aclamación universal». El público encuestado por CinemaScore le dio a la película una calificación promedio de «A−» en una escala de A+ a F, mientras que los encuestados por PostTrak le dieron un promedio de 4 de 5 estrellas, y el 65 % afirmó que la «sin duda recomendaría».
John Nugent, ' Empire, le otorgó a la película una calificación perfecta de 5 estrellas sobre 5 y escribió: «De hecho, toda la película es algo que no debería funcionar, pero funciona. ¿Se puede decir que una película sobre niños desaparecidos y el dolor es un éxito de taquilla? En manos de Zach Cregger, se siente casi sin esfuerzo». Brian Tallerico, de RogerEbert.com, le dio a la película 3,5 estrellas sobre 4, calificándola como una excelente continuación de Barbarian, y afirmó: «Una de las mayores fortalezas del ambicioso guion de Cregger es su rotunda negativa a conectar cada punto como lo ha hecho tanto terror elevado en los últimos años. Aun así, no es demasiado difícil interpretar el incidente incitador de Weapons como una alegoría de un tiroteo escolar ». Peter Debruge ' Variety elogió la película y escribió: "Independientemente de cómo te sientas acerca del final agridulce (y muchos abrazarán felizmente el final agridulce oscuramente cómico de la película), Cregger ha logrado algo notable aquí, creando una historia cruel y retorcida para dormir del tipo que los hermanos Grimm podrían haber hilado, no la versión de Disney para niños, claro está, sino del tipo en el que los personajes matan por orden y al público le resulta difícil dormir después". Tim Grierson de Screen Daily señaló que "Cregger hace un trabajo excelente al responder los acertijos que ha planteado a lo largo del metraje", mientras que agregó: " Armas equilibra con gracia sus diferentes tensiones, todas ellas liberadas catárticamente durante los 20 minutos finales magníficamente orquestados y gráficamente violentos". Charles Pulliam-Moore de The Verge elogió los temas de la película y escribió: "Una de las hazañas más impresionantes de Weapons es la forma en que se basa en esa dinámica polémica para señalar cómo las comunidades a menudo inventan fantasmas convenientes a quienes culpar, en lugar de enfrentar las cosas que realmente ponen en peligro a los niños".
Tom Jorgensen de IGN le dio a la película una puntuación de 9 sobre 10 y escribió: " Armas es una mezcla de géneros justa y completamente actualizada en la que el escritor y director Zach Cregger perfecciona la mezcla de tensión insoportable y humor negro ' Bárbaro a un nuevo nivel de agudeza". Mark Kennedy de Associated Press le otorgó a la película 4,5 estrellas de 5 y escribió: "Si Bárbaro surgió de la nada hace tres años y anunció una nueva y emocionante voz en el cine, Armas no decepciona, pero no tiene la ventaja de la sorpresa". Steve Pulaski le dio a la película una calificación perfecta de cuatro estrellas y dijo: " Armas se gana un lugar junto a otras obras contemporáneas como Hereditary y Longlegs porque, desde el principio, te atrae con un misterio que ha perplejo a las autoridades y ha dejado a los habitantes del pueblo con un incómodo lío de emociones".
William Bibbiani, de TheWrap, ofreció una reseña menos positiva, encontrando la resolución de la película "mucho menos aterradora y mucho más artificial de lo que habría sido si [Cregger] no nos hubiera invitado a reflexionar sobre posibilidades más impactantes durante más de una hora antes de revelar sus intenciones". Sin embargo, elogió al elenco, en particular a Brolin y Garner, por su "trabajo complejo y complejo", y a la fotografía por "encontrar el ángulo de cámara más inquietante en casi todas las escenas, ya sean abiertamente impactantes o insidiosamente banales".

### Reconocimientos
El 30 de junio de 2025, la película fue nominada al premio Astra Midseason Movie Award como película más esperada en la octava edición de los Astra Midseason Movie Awards.